# Hannah Kleinpeter
Hannah Kleinpeter (* 7. Oktober 1945) ist eine ehemalige österreichische Leichtathletin.

## Sportliche Karriere
Hannah Kleinpeter startete bis 1968 für den Wiener AC und dann für UKS Wien. Bei den Österreichischen Staatsmeisterschaften gewann sie von 1967 bis 1974 acht Meistertitel im Weitsprung. Am 14. Juni 1967 übersprang sie mit 6,05 Meter als erste Österreicherin die Sechs-Meter-Marke. Ihren letzten Landesrekord stellte sie mit 6,54 Meter am 7. Juni 1976 beim Susanne-Meier-Memorial in Basel auf.
Dieser Rekord wurde 1988 von Ulrike Kleindl übertroffen.
1969 bei den Europäischen Hallenspielen in Belgrad trat Kleinpeter in drei Disziplinen an. Über 50 Meter schied sie im Vorlauf aus. Im Weitsprung wurde sie Siebte mit 5,97 Meter. Die österreichische 4-mal-eine-Runde-Staffel mit Inge Aigner, Maria Sykora, Liese Prokop und Hannah Kleinpeter belegte den vierten Platz mit fünf Sekunden Rückstand auf die Drittplatzierten. Ein Jahr später war Wien Austragungsort der ersten Halleneuropameisterschaften. Mit 6,23 Meter im Weitsprung war Kleinpeter Elfte nach dem Vorkampf. 1971 nahm Kleinpeter bei den Europameisterschaften in Helsinki am Weitsprung teil, schied aber mit 5,74 Meter in der Qualifikation aus, für das Erreichen des Finales wurden 6,09 Meter verlangt.